# مغربه بينين (الشغادرة)

تعديل مصدري - تعديل

مغربه بينين هي إحدى قرى عزلة قلعة حميد بمديرية الشغادرة التابعة لمحافظة حجة، بلغ تعداد سكانها 264 نسمة حسب تعداد اليمن لعام 2004.